# Banda Gaites Camín de Fierro
La Banda Gaites Camín de Fierro se funda en el año 2002 en los concejos asturianos de Proaza, Santo Adriano y Teverga. Su nombre surge de la vía de ferrocarril minero que unía los tres concejos citados y que actualmente está reconvertido en una senda verde conocida como Senda del Oso.
Los miembros de la banda proceden originariamente de la Escuela de Música Tradicional de los Valles del Oso, dependiente de la Mancomunidad Valles del Oso (Proaza, Quirós, Santo Adriano y Teverga).
En su repertorio aunque es mayoritariamente tradicional asturiano, también recoge temas tradicionales de Galicia, Bretaña y Escocia.
Está formada por veinte músicos, distribuidos entre gaitas en tonalidad de Si bemol y percusiones dirigidos por Balbino Menéndez y Arsenio Ruiz.

## Discografía
En el año 2012 la Banda Gaites Camín de Fierro por motivo de su décimo aniversario, publica el disco "10 años nel camín" donde muestra todo el trabajo realizado en ese periodo de vida del grupo. Destacan los temas tradicionales de Banda de Gaitas con gaitas, cajas, timbales y bombos, donde se une con estilos no tan comunes de la Gaita asturiana.

En junio de 2021 se publica el segundo trabajo discográfico de la Banda Gaites Camín de Fierro llamado "Rock & Fierro". Un disco donde destaca la fusión de la música tradicional asturiana con el sonido rock además de contar con una banda rock con nombres ilustres de la música asturiana como Sam Rodríguez, Nacho Felipe, Álvaro Bárcena, Sergio Rodríguez "Tutu" o Wilón DeCalle.

## Premios
En el año 2013 la Banda Gaites Camín de Fierro recibe los siguientes premios por su trabajo discográfico "10 años nel camín":
- Premios AMAS en la categoría de Gaita.
- Premios de la Crítica RPA en la categoría de Mejor Disco Folk.

## Principales actuaciones
- Festival Folclórico de Villalba (Lugo) (2004)
- Festival Folclórico de Tapia de Casariego (2005)
- Festival de Folclore “Ciudad de Zafra”, Badajoz (2007)
- Festival de Saint Loup en Guingamp, Francia (2009)
- Festival de Confolens, Francia (2011)
- Concierto X Aniversario y presentación del disco "10 años nel camín" en el Teatro Filarmónica de Oviedo (2012)
- Gira por Argentina (2013)
- Festival Intercéltico de Lorient, Francia (2014)
- XXV Aniversario del Grupo de Baile Tradicional de Fitoria (2015)